# CLB I
CLB I - тендерний паротяг Галицької залізниці імені Карла Людвіга (CLB).

## Історія
Залізниця купила 12 паротягів в фабрики Maschinenfabrik Esslingen (1872/73). Вони отримали назви ODESSA, DUBNO, BALTA, LUKÓW, BRZESKO, BALICE, BRZEGI, CHERSON,  DUBLANY, DORA, HUSIATYN, DNJEPR, який презентували на Віденській всесвітній виставці 1873 року.
Паротяги мали димарі з системою іскрогасіння Ressig і малі розміри топки, обмеженої з сторін великими колесами. Конструкція осей сприяла заледенінню коліс, що декілька разів призвело до сходу паротяга з рейок. Тому зрештою їх рекомендувалось не використовувати в зимовий період.
Після одержавлення залізниці (1892) паротягам

### Технічні дані паротяга CLB I / KkStB 11
|                            |                           |
| Розміри                    | Параметри                 |
| Роки випуску               | 1872–1873                 |
| Країна-виробник            | Австро-Угорська імперія   |
| Завод-виробник             | Maschinenfabrik Esslingen |
| Ширина колії               | 1435 mm                   |
| Тип                        | B1 n2                     |
| Кількість циліндрів        | 2                         |
| Діаметр циліндрів          | 396 мм                    |
| Хід поршня                 | 632 мм                    |
| Діаметр рушійних коліс     | 1896 мм                   |
| Загальна колісна база      | 4110 мм                   |
| Тиск пари                  | 8,0 атм.                  |
| Випаровуюча поверхня котла | 97,82 м²                  |
| Площа колосникових ґрат    | 1,49 м²                   |
| Маса паротяга порожнього   | 24,5 т                    |
| Маса паротяга робоча       | 32,0 т                    |